# Championnat de Lituanie de football 1994-1995
Navigation
Saison précédente Saison suivante
La saison 1994-1995 du Championnat de Lituanie de football était la 5e édition de la première division lituanienne. Les 12 clubs de l'élite jouent les uns contre les autres lors de rencontres disputées en matchs aller et retour au sein d'une poule unique. La saison prochaine, le championnat repasse de 12 à 16 clubs : il y a donc 2 clubs relégués en fin de saison et 6 clubs promus de II-Lyga.
Le ROMAR Mazeikiai, tenant du titre, a tenté de le conserver face aux 11 meilleurs clubs du pays.
Un match d'appui est nécessaire pour connaître le champion de Lituanie cette saison. Lors de cette "finale", le FK Inkaras Kaunas bat le FK Zalgiris Vilnius 2 à 0 et remporte le premier titre de champion de Lituanie de son histoire. L'Inkaras réussit même le doublé Coupe-championnat en battant à nouveau le Zalgiris Vilnius en finale de la Coupe de Lituanie.

## Les 12 clubs participants
| - FK Zalgiris Vilnius - FK Ekranas Panevezys - FBK Kaunas - Banga Gargzdai - Promu de D2 - FK Sirijus Klaipeda - FK Panerys Vilnius | - FK Inkaras Kaunas - ROMAR Mazeikiai - FK Ukmergé - Promu de D2 - Sakalas Siauliai - Interas Visaginas - Promu de D2 - PSK Aras Klaipeda |

## Compétition

### Classement
Le barème de points servant à établir le classement se décompose ainsi :
- Victoire : 2 points
- Match nul : 1 point
- Défaite : 0 point

| Rang | Équipe                | Pts | J  | G  | N | P  | Bp | Bc | Diff |
| ---- | --------------------- | --- | -- | -- | - | -- | -- | -- | ---- |
| 1    | FK Inkaras Kaunas (C) | 36  | 22 | 16 | 4 | 2  | 50 | 12 | +38  |
| 2    | FK Zalgiris Vilnius   | 36  | 22 | 17 | 2 | 3  | 61 | 14 | +47  |
| 3    | ROMAR Mazeikiai (T)   | 34  | 22 | 15 | 4 | 3  | 51 | 14 | +37  |
| 4    | FK Panerys Vilnius    | 28  | 22 | 11 | 6 | 5  | 35 | 25 | +10  |
| 5    | PSK Aras Klaipeda     | 27  | 22 | 13 | 1 | 8  | 41 | 28 | +13  |
| 6    | FBK Kaunas            | 24  | 22 | 8  | 8 | 6  | 25 | 22 | +3   |
| 7    | Sakalas Siauliai      | 22  | 22 | 9  | 4 | 9  | 37 | 23 | +14  |
| 8    | FK Ekranas Panevezys  | 22  | 22 | 7  | 8 | 7  | 21 | 18 | +3   |
| 9    | Banga Gargzdai (P)    | 12  | 22 | 3  | 6 | 13 | 19 | 56 | -37  |
| 10   | FK Ukmergė (P)        | 11  | 22 | 3  | 5 | 14 | 12 | 58 | -46  |
| 11   | FK Sirijus Klaipeda   | 7   | 22 | 2  | 3 | 17 | 12 | 39 | -27  |
| 12   | Interas Visaginas (P) | 5   | 22 | 1  | 3 | 18 | 8  | 63 | -55  |

|  | Qualifié pour la Coupe des Coupes 1995-1996 |
|  | Qualifié pour la Coupe UEFA 1995-1996       |
|  | Qualifié pour la Coupe Intertoto 1995       |
|  | Relégation en 2e division                   |

## Bilan de la saison
| Tableau d'Honneur                   |                   |
| Compétition                         | Vainqueur         |
| Championnat de Lituanie de football | FK Inkaras Kaunas |
| Coupe de Lituanie de football       | FK Inkaras Kaunas |

| Qualifications européennes |                     |
| Coupe des Coupes 1995-1996 | Qualifié            |
| 1er tour                   | FK Zalgiris Vilnius |
| Coupe UEFA 1995-1996       | Qualifié            |
| 1er tour                   | FK Inkaras Kaunas   |
| Coupe Intertoto 1995       | Qualifié            |
| 1er tour                   | FK Panerys Vilnius  |

| Promotion et relégation | |
| Relégués en II Lyga     | FK Sirijus Klaipeda Interas Visaginas                                                                        |
| Promus en A Lyga        | FK Tauras Tauragé Mastis Telsiai Lokomotyvas Vilnius FK Zalgiris II Vilnius JR Klaipéda Alsa-Panerys Vilnius |